# What a Cartoon!
What a Cartoon! är en serie tecknade kortfilmer som visats på Cartoon Network.

## Filmer
- Powerpuffpinglorna - Pilotavsnitt: "Whoopass Stew! − The Whoopass Girls! in: A Sticky Situation! − The Powerpuff Girls in: Meat Fuzzy Lumkins − The Powerpuff Girls in: Crime 101"
- Dexters laboratorium - Pilotavsnitt: "Dexter's Laboratory: Changes - Dexter's Laboratory: The Big Sister - Dexter's Laboratory: Old Man Dexter"
- Kurage, den hariga hunden - Pilotavsnitt: "The Chicken from Outer Space"
- Cow and Chicken - Pilotavsnitt: "No Smoking"
- Johnny Bravo - Pilotavsnitt: "Johnny Bravo – Jungle Boy in: Mr. Monkeyman – Johnny Bravo and the Amazon Woman"
- Larry & Steve – Seth MacFarlanes föregångare till Family Guy
- Yuckie Duck – "Yuckie Duck in: Short Orders – Yuckie Duck in: I'm On My Way"
- Familjen Flinta – "Dino in: Stay Out – Dino in: The Great Egg-Scape"
- Sladgehammer Opossum – "Sladgehammer Opossum in: Out and About – Sladgehammer O'Possum in: What's Goin' On Back There?!"
- George and Junior – "George and Junior in: Look Out Below – George and Junior's Christmas Spectacular"
- Hard Luck Duck
- Shake & Flick in: "Raw Deal in Rome"
- The Adventures of Captain Buzz Cheeply in: "A Clean Getaway"
- O. Ratz with Dave D. Fly in: "Rat in a Hot Tin Can"
- Phish and Chip – "Phish and Chip in: Short Pfuse – Phish and Chip in: Blammo the Clown"
- The fat Cats in: "Drip Dry Drips"
- Yoink! of the Yukon
- Mina and the Count in: "Interlude with a Vampire"
- Boid 'N' Woim
- Jof in: "Help?" – Bruno Bozzetto
- Podunk Possum in: "One Step Beyond"
- Wind-Up Wolf
- Hillbilly Blue
- Pizza Boy in: "No Tip"
- Gramps
- Bloo's Gang in: "Bow-Wow Buccaneers"
- Godfrey and Zeek in: "Lost Control"
- Tumbleweed Tex in: "School Daze"
- Buy One, Get One Free
- The Kitchen Casanova
- The Ignoramooses
- Awfully Lucky
- Strange Things
- Snoot's New Squat
- The Zoonatics in: "Home Sweet Home"
- Swamp and Tad in: "Mission Imfrogable"
- Malcom and Melvin – Babe!... He Calls Me – Ralph Bakshi
- Tales of Worm Paranoia
- Kenny and the Chimp: Diseasy Does It
- Mike, Lu & Og – Pilotavsnitt: "Mike, Lu & Og: Crash Lancelot"
- Grymma sagor med Billy & Mandy – pilotavsnitt: "The Grim Adventures of Billy & Mandy: Meet the Reaper"
- Whatever Happened to Robot Jones?
- Trevor
- Nikki
- Foe Paws
- Prickles
- Lucky Lydia
- Longhair and Doubledome – "Longhair and Doubledome – Longhair and Doubledome: Where There's Smoke... There's Bob"
- Lost Cat
- Uncle Gus
- Får i storstan – pilotavsnitt: "Sheep in the Big City: In the Ba-ginning"
- Captian Sturdy
- Yee Hah & Doo Dah
- Imp, Inc.
- My Freaky Family
- Major Flake: Soggy Sale
- Utica Cartoon: HotDog Champeen
- Kodnamn Grannungarna – pilotavsnitt: "Kids Next Door: No P in the Ool"
- Swaroop
- Ferret and Parrot
- A Kitty Bobo Show
- Commander Cork: Space Ranger
- Jeffrey Cat: All Dogs Don't Go To Heaven
- Maktar
- Fungus Among Us
- Low Brow
- Bagboy
- Colin Versus the World